# Hugues de Die
Hugues de Die znany także jako Hugues de Bourgogne oraz Hugues de Romans (ur. ok. 1040, zm. 7 października 1106 w Susa) – francuski duchowny rzymskokatolicki, biskup Die, arcybiskup lyoński i prymas Galii.

## Biografia
19 października 1073 roku został mianowany biskupem Die. 9 marca 1074 roku w Rzymie przyjął sakrę biskupią z rąk papieża Grzegorza VII.
W 1083 lub 1085 roku został mianowany arcybiskupem lyońskim i prymasem Galii, którym był do śmierci 7 października 1106 roku.